# Mierzęcka Struga
Mierzęcka Struga (Mierzęcinka) – rzeka w województwach zachodniopomorskim i lubuskim (długość  ok. 55 km, powierzchnia dorzecza ponad 556 km²), prawy dopływ Drawy, płynie m.in.  przez Dobiegniew i Mierzęcin, dolny odcinek rzeki na terenach leśnych Puszczy Drawskiej, szlak kajakowy.
Górny bieg zwany strugą Ogardna wpada do jeziora Osiek.
Nazwę Mierzęcka Struga wprowadzono urzędowo w 1949 roku, zastępując poprzednią niemiecką nazwę rzeki – Mehrentiner Fliess.